# RRS Discovery
Pour l’article homonyme, voir RRS Discovery (1962).
Pour les articles homonymes, voir Discovery.

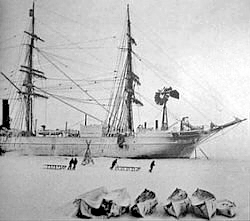
RRS Discovery

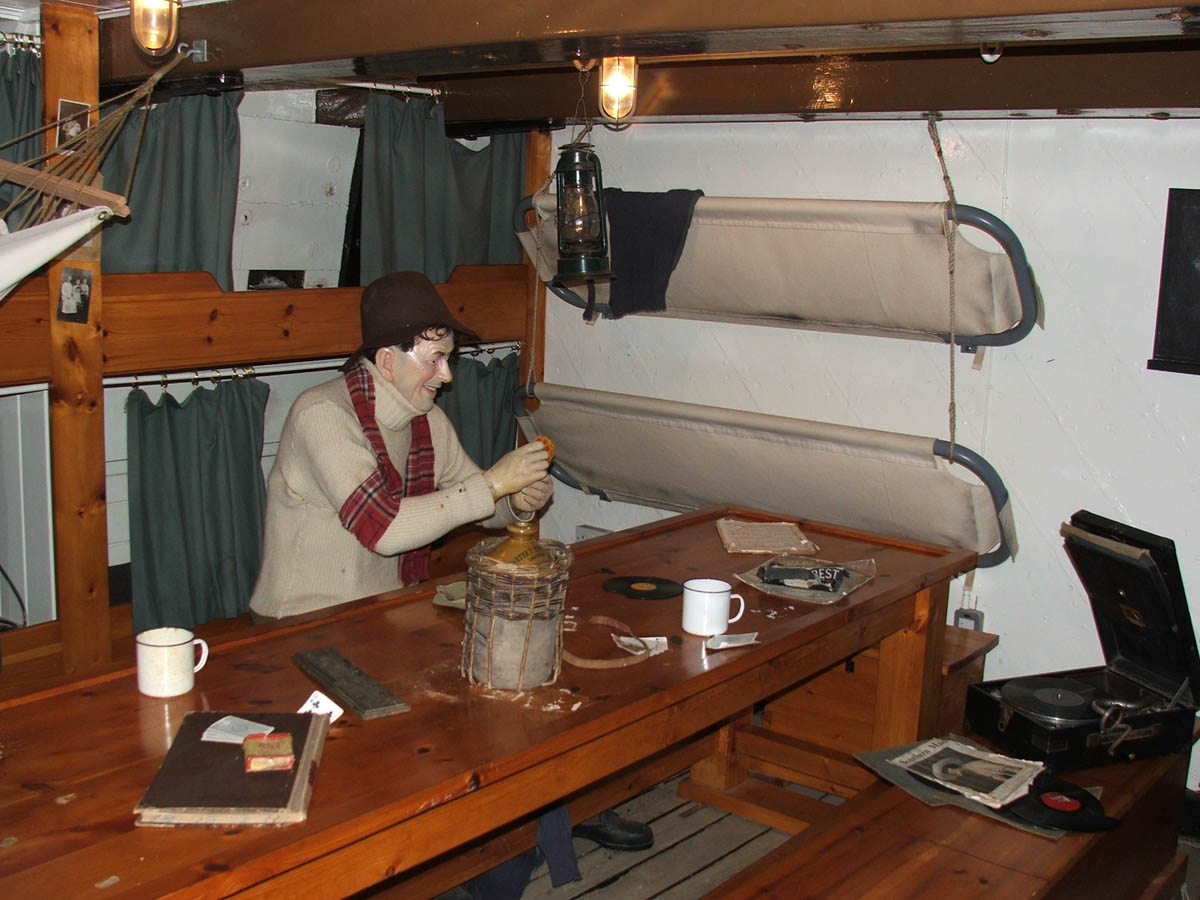
Intérieur du navire

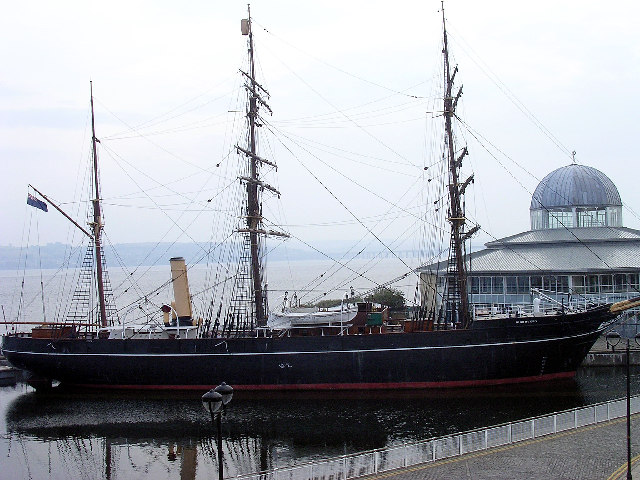
RRS Discovery

Le RRS Discovery  est un navire britannique, trois-mâts barque à propulsion mixte, conçu pour la recherche en Antarctique (RRS est un préfixe de navire pour Royal Research Ship). Lancé le 21 mars 1901, il fut le dernier trois-mâts en bois construit dans les îles Britanniques. 
Sa première mission fut d'amener Robert Falcon Scott et Ernest Shackleton pour leur premier voyage en Antarctique, l'Expédition nationale Antarctique, plus connue sous le nom d'expédition Discovery.
Le navire est actuellement un musée dans le port de Dundee en Écosse.
C'est la visite de ce bateau lorsqu'il était amarré à Londres, qui inspira l'écrivain Arthur C. Clarke de nommer du même nom le vaisseau spatial à destination de Jupiter dans son roman 2001 : L'Odyssée de l'espace. Ce nom fut ensuite repris par la NASA pour nommer une de ses navettes spatiales.

## Personnalités liées
- Joanna Cox, navigatrice britannique, est la capitaine de ce navire pendant quatre ans, entre 2014 et 2018.